# Sollevamento pesi ai Giochi della VIII Olimpiade
Le competizioni di sollevamento pesi dei Giochi della VIII Olimpiade si sono svolte al Vélodrome d'hiver di Parigi dal 21 al 24 luglio 1924. Il programma ha visto la disputa di 5 categorie.

## Podi
| Evento                                    | Oro                 | Perform. | Argento           | Perform. | Bronzo            | Perform. |
| Pesi piuma - 60 kg (dettagli)             | Pierino Gabetti     | 402,5    | Andreas Stadler   | 385,0    | Arthur Reinmann   | 382,5    |
| Pesi leggeri - 67,5 kg (dettagli)         | Edmond Decottignies | 440,0    | Anton Zwerina     | 427,5    | Bohumil Durdis    | 425,0    |
| Pesi medi - 75 kg (dettagli)              | Carlo Galimberti    | 492,5    | Alfred Neuland    | 455,0    | Jaan Kikkas       | 450,0    |
| Pesi massimi-leggeri - 82,5 kg (dettagli) | Charles Rigoulot    | 502,5    | Fritz Hünenberger | 490,0    | Leopold Friedrich | 490,0    |
| Pesi massimi + 82,5 kg (dettagli)         | Giuseppe Tonani     | 517,5    | Franz Aigner      | 515,0    | Harald Tammer     | 497,5    |

## Medagliere
| Posizione | Paese          |   |   |   | Totale |
| --------- | -------------- | - | - | - | ------ |
| 1         | Italia         | 3 | 0 | 0 | 3      |
| 2         | Francia        | 2 | 0 | 0 | 2      |
| 3         | Austria        | 0 | 3 | 1 | 4      |
| 4         | Estonia        | 0 | 1 | 2 | 3      |
| 5         | Svizzera       | 0 | 1 | 1 | 2      |
| 6         | Cecoslovacchia | 0 | 0 | 1 | 1      |
| Totale    | Totale         | 5 | 5 | 5 | 15     |